# もつれ雲

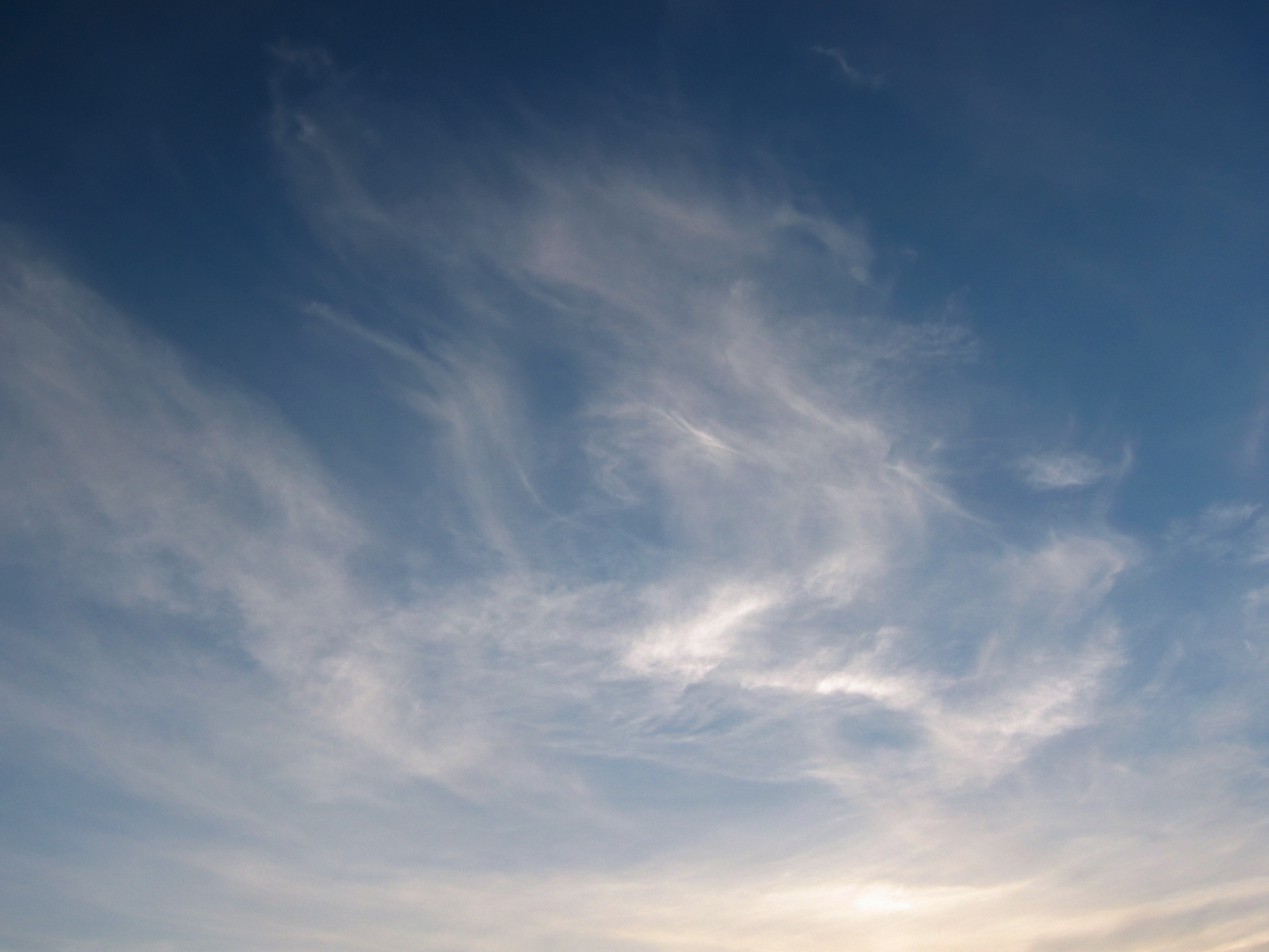
複雑に絡み合ったもつれ雲

もつれ雲（もつれぐも、ラテン語学術名:intortus、略号:in）とは、雲の変種の1つで巻雲にみられる。すじ状の雲がお互いにからみ合い、糸がもつれたような状態のものである。
繊維状のすじの曲がり方が揃わず不規則なもの。この雲は上空の風が比較的弱い乱れのある時にできやすい。この雲が現れると、しばらくは晴天が続くことが多いとされている。
学術名"intortus"は、ラテン語"intorquere"（撚り合わさる、ねじれる、曲がりくねる）の分詞。